# Discografia de Stone Temple Pilots
Esta é a discografia de Stone Temple Pilots, banda grunge estado-unidense.
A banda já editou cinco álbuns de estúdio, uma compilação, vinte e três singles, uma demo e filmaram quatorze videoclipes.

## Discografia

### Álbuns de estúdio
| Ano  | Detalhes | Posições | Posições | Posições | Posições | Posições | Posições | Posições | Posições | Posições | Posições | Posições |     | Certificações                             |
| Ano  | Detalhes | US       | AUS      | AUT      | FIN      | ALE      | HOL      | NOR      | NZ       | SUE      | SUI      | RU       | CAN | Certificações                             |
| ---- | --- | -------- | -------- | -------- | -------- | -------- | -------- | -------- | -------- | -------- | -------- | -------- | --- | ----------------------------------------- |
| 1992 | Core - Lançamento: 29 de Setembro de 1992 - Gravadora: Atlantic Records - Formato: CD, CS, LP                                | 3        | 21       | 29       | —        | 53       | 10       | 20       | 11       | 9        | 36       | 27       | 8   | EUA: 8× Platina CAN: 2× Platina RU: Prata |
| 1994 | Purple - Lançamento: 7 de Junho de 1994 - Gravadora: Atlantic - Formato: CD, CS, LP                                          | 1        | 1        | 18       | —        | 15       | 32       | 11       | 3        | 6        | 25       | 10       | 2   | EUA: 6× Platina CAN: 3× Platina RU: Prata |
| 1996 | Tiny Music... Songs from the Vatican Gift Shop - Lançamento: 26 de Março de 1996 - Gravadora: Atlantic - Formato: CD, CS, LP | 4        | 3        | 37       | 18       | 47       | —        | 27       | 4        | 27       | 41       | 31       | 5   | EUA: 2× Platina CAN: Platina              |
| 1999 | Nº 4 - Lançamento: 26 de Outubro de 1999 - Gravadora: Atlantic - Formato: CD, LP                                             | 6        | 21       | —        | —        | 41       | —        | —        | 33       | —        | —        | 101      | 5   | EUA: Platina CAN: Platina                 |
| 2001 | Shangri-La Dee Da - Lançamento: 19 de Junho de 2001 - Gravadora: Atlantic - Formato: CD, LP                                  | 9        | 35       | —        | —        | 72       | —        | —        | —        | —        | —        | 105      | 5   | EUA: Ouro CAN: Ouro                       |
| 2010 | Stone Temple Pilots (álbum de 2010) - Lançamento: 25 de Maio de 2010 - Gravadora: Atlantic - Formato: CD, LP                 | 2        | 21       | 54       | 2        | 52       | —        | 6        | —        | 36       | 80       |          | 2   |                                           |
| 2018 | Stone Temple Pilots (álbum de 2018) - Lançamento: 19 de Março de 2018 - Gravadora: Rhino - Formato: CD, LP, streaming        | 24       | 38       | —        | 36       | 94       | —        | —        | —        | 44       | —        |          | 36  |                                           |
| 2020 | Perdida (álbum) - Lançamento: 7 de Fevereiro de 2020 - Gravadora: Rhino - Formato: CD, LP, streaming                         |          |          |          |          |          |          |          |          |          |          |          |     |                                           |

### Ao vivo
| Title                         | Album details                                                                     |
| ----------------------------- | --------------------------------------------------------------------------------- |
| Unplugged Stone Temple Pilots | 2003 Gravadora: Atlantic Records                                                  |
| Alive in the Windy City       | - Lançamento: 26 de Junho de 2012 - Gravadora: Eagle Rock - Formato: DVD, Blu-ray |
| Live 2018                     | - Lançamento: 23 de November de 2018 - Gravadora: Rhino - Formato: LP             |

### Compilações
| Ano  | Detalhes                                                                                            | Posições      |
| Ano  | Detalhes                                                                                            | Billboard 200 |
| ---- | --------------------------------------------------------------------------------------------------- | ------------- |
| 2003 | Thank You - Lançamento: 11 de Novembro de 2003 - Gravadora: Atlantic Records - Formato: CD, LP      | 26            |
| 2008 | Buy This - Lançamento: 27 de Novembro de 2008 - Gravadora: Rhino Records - Formato: CD              | —             |
| 2012 | Original Album Series - Lançamento: 17 de Setembro de 2012 - Gravadora: Rhino - Formato: CD box set | —             |

### EPs
| Tiítulo                           | Detalhes                                                                                      | Posições         |
| Tiítulo                           | Detalhes                                                                                      | US Billboard 200 |
| --------------------------------- | --------------------------------------------------------------------------------------------- | ---------------- |
| High Rise(com Chester Bennington) | - Lançamento: 8 de Outubro de 2013 - Gravadora: Play Pen, LLC - Formato: CD, download digital | 21               |

## Videografia

### Videoclipes
Core
- "Sex Type Thing" (1992)
- "Creep" (1993)
- "Plush" (1993)
- "Wicked Garden" (1993)

Purple
- "Vasoline" (1994)
- "Interstate Love Song" (1994)

Tiny Music... Songs From The Vatican Gift Shop
- "Big Bang Baby" (1996)
- "Lady Picture Show" (1996)
- "Trippin' on a Hole in a Paper Heart" (1996)

No. 4
- "Down" (1999)
- "Sour Girl" (2000)
- "No Way Out" (2000)

Shangri-La Dee Da
- "Days of the Week" (2001)
- "Hello, It's Late" (2001)